# De kleine zielen
De kleine zielen is een Nederlandse dramaserie van tien afleveringen die werd uitgezonden tussen 10 november 1969 en 23 januari 1970. De serie is gebaseerd op de boekenreeks De boeken der kleine zielen van Louis Couperus en werd gemaakt ter gelegenheid van het 45-jarig bestaan van de NCRV. Na de eerste aflevering werd het de Nederlandse Forsyte Saga genoemd.

## Productie
In vijftien maanden bewerkte Yvonne Keuls de vierdelige romanserie tot een televisieserie en kreeg onder andere advies van Hella Haasse. en Albert Vogel. Tijdens een voorvertoning van de eerste aflevering was Keuls niet tevreden met het resultaat. Regisseur Johan de Meester heeft haar bewerking ingekort en in de laatste afleveringen is hij van de tekst afgeweken.
De Kleine zielen was met een budget van een half miljoen gulden de duurste Nederlandse serie die tot dan toe gemaakt is. Opnames voor de serie vonden plaats in het Belgisch park in Den Haag en in de buitenplaats Vreedenhoff in Loenen aan de Vecht. Een strandscène is gefilmd bij de Wassenaarse Slag. Er werden ook opnames gemaakt in West-Duitsland omdat daar treinen beschikbaar waren die rond 1900 in Nederland reden. Ook werd daar een scène gefilmd op een besneeuwd kerkhof.
Tijdens de uitzendperiode werd het gelijknamige boek van Louis Couperus opnieuw uitgegeven. Deze heruitgave stond in november 1969 op de tweede plek in de boeken top tien. In twee maanden tijd werden 80.000 boeken verkocht.

### Gewiste aflevering
De negende aflevering is verloren gegaan doordat een medewerker van de toenmalige BRT bij het kopiëren van de videoband deze heeft gewist. De NCRV was ontdaan van deze blunder, een woordvoerder van de omroep merkte op dat ze niets anders verwachtte van de BRT, er werd daar slordig gewerkt. De videoband werd gebruikt om een wielerprestatie van Eddy Merckx op vast te leggen. Regisseur Bob Löwenstein en hoofdrolspeelster Ellen Vogel reden naar Brussel om de aflevering te redden. Daar aangekomen werd Vogel geschminkt als haar personage Constance en vertelde ze het verhaal van de aflevering ondersteund met foto's die tijdens de opnames zijn gemaakt en de filminlassen.

## Verhaal
Marie van Lowe (Josephine van Gasteren) woont aan de Alexanderstraat in Den Haag en is de weduwe van Constant van Lowe, de oud-gouverneur-generaal van Nederlands-Indië. Ze is moeder van acht kinderen, haar dochter Constance (Ellen Vogel) heeft voor een familieschandaal gezorgd door een affaire aan te gaan met de secretaris van haar man, de gezant van Nederland in Rome. Om de reputatie van deze man te redden trouwt Constance met de secretaris, Henri van Welcke (John van Dreelen). Na vijftien jaar in Brussel te hebben gewoond besluit Constance met haar man en hun zoon Addy (Lex van Delden) terug naar Den Haag te gaan.
De familie is niet gelukkig met deze keuze en is dan ook bang dat Constance een slechte invloed zal hebben op hun kinderen. Ondertussen gaat het aanzien van de familie sterk achteruit: hoewel dochter Bertha (Ank van der Moer) getrouwd is met een minister, heeft zoon Ernst (Ton Kuyl) alleen belangstelling voor porselein, zijn broer Paul (Eric Schneider) vindt alle mensen lelijk en zus Dorine (Lia Dorana) lijkt maar niet aan de man te komen. Gerrit (Luc Lutz) lijkt het gelukkigst te zijn als ritmeester. Langzaam maar zeker weet Constance weer een plek te veroveren in de familie Van Lowe en ontdekt dat in de familie iedereen wel een groot of klein verdriet te verbergen heeft.

## Rolverdeling
- Ellen Vogel als Constance van der Welcke
- John van Dreelen als Henri van der Welcke
- Lex van Delden als Addy van der Welcke
- Ank van der Moer als Bertha van Naghel
- Simone Rooskens als Marianne van Naghel
- Ton Kuyl als Ernst van Lowe
- Johan Schmitz als Karel van Lowe
- Liane Saalborn als Cateau van Lowe
- Eric Schneider als Paul van Lowe
- Luc Lutz als Gerrit van Lowe
- Kathenka van der Werff als Adeline van Lowe
- Lia Dorana als Dorine van Lowe
- Heleen Pimentel als Adolfine van Saetzema
- José Menke als Marietje van Saetzema
- Josephine van Gasteren als moeder Marie van Lowe
- Johan Walhain als Oom Ruyvenaer
- Caro van Eyck als Tante Lotty Ruyvenaer
- Margreet Heemskerk als Mathilde
- Mimi Boesnach als tante Rien
- Gijsbert Tersteeg als Van Naghel
- Albert van Dalsum als vader Van der Welcke

## Ontvangst
De kleine zielen werd goed bekeken, de eerste vijf afleveringen hadden een gemiddelde kijkdichtheid van 25 procent en bij de laatste vijf afleveringen was dit opgelopen tot meer dan vijftig procent. Ook de bespreking in de dagbladen waren over het algemeen positief te noemen.
Nico Scheepmaker schreef in de Leeuwarder Courant dat de taal van Louis Couperus haarzuiver overkomt en toch zijn natuurlijke glans behoudt, iets wat een verdienste is voor Johan de Meester. Ook werd de handige manier waarop Yvonne Keuls de personages introduceert genoemd. Van de acteurs noemde hij Lia Dorana in de rol van Dorinne:"Ze liet toneelspel zien dat aan het toneel ontstegen is." Leo Riemens roemde in De Telegraaf vooral de acteurs."Ank van der Moer, Luc Lutz, Gijsbert Tersteeg....Het is ondoenlijk uitblinkers te noemen, omdat allen hetzelfde topniveau hadden, tot zo'n cameeminiatuurtje van een tantetje van Mimi Boesnach toe."
Jaap Koopmans van Het Vrije Volk was minder positief, hij schreef dat hij de voorvertoning van de serie vroegtijdig en zorgelijk heeft verlaten. Hij vreest dat Couperus-kenners zich gaan ergeren en niet kenners zich zullen vervelen bij de serie. Qua sfeer doet de serie denken aan Peyton Place, maar de filmische snelheid ontbreekt, De Kleine zielen is verfilmd toneel."De jubileumserie van de NCRV is zeer statisch en waar men enige dynamiek tracht te suggereren wordt 't pijnlijk amateuristisch. Ik heb sterk de indruk, dat de milieuschetsen van Couperus totaal ongeschikt zijn om in beeld te brengen."
In De Tijd schreef recensent Herman Hofhuizen:"Sommige van de figuren blijven in de intieme kring van Mama van Lowe toch praten en gebaren alsof ze op een toneel staan. Ze gebruiken bewegingen, blikjes en intonaties die in het gewone leven als overdreven en "toneelmatig" zouden worden ervaren." Nadat de laatste aflevering op televisie werd vertoond schreef Hofhuizen dat hij niet elke aflevering heeft gezien, maar genoeg om te constateren dat het om een zeer welgemaakte productie is gegaan."Er werd over het algemeen voortreffelijk geacteerd - de prestatie van Ellen Vogel [...] was ronduit bewonderenswaardig - en het werd allemaal voortreffelijk in beeld gebracht. Zelfs de buiten-opnamen klopten technisch gezien en dat is in een Nederlandse productie niet altijd het geval. Er was kortom sprake van vakwerk."